# Západní Nová Británie
Západní Nová Británie je jednou papuánských provincií. Rozprostírá se na západní části ostrova Nová Británie a na východě sousedí s menší provincií Východní Nová Británie. Rozloha provincie činí 20 387 km² a počet obyvatel dosahuje 264 264. Hlavním městem je Kimbe na severním pobřeží s 27 tis. obyvateli. Celkem v západní části ostrova žije 7 kmenů a mluví se tam až 25 jazyky. Katolictví je převažující náboženská příslušnost. Palmový olej tvoří hlavní vývozní artikl. Zejména na severu provincie se soustředí většina palmových plantáží.